# Невяровский, Юрий
Юрий Невяровский герба Любич (пол. Jerzy Niewiarowski; ? — 1670) — государственный и религиозный деятель Великого княжества Литовского; референдарий великий духовный литовский в 1659—1670 годах, регент малой канцелярии в 1658 году, препозиторий тшемешенский.